# Kasteel Bourscheid
Het kasteel Bourscheid is een middeleeuwse burcht die op ongeveer twee kilometer afstand van het gelijknamige dorp Bourscheid ligt, in het noorden van het Groothertogdom Luxemburg. Deze stenen burcht, de grootste van Luxemburg, dateert uit het jaar 1000. Het kasteel behoorde toe aan de belangrijke Luxemburgse familie Stolzemburg. Aanvankelijk was het alleen een stenen burcht, maar vanaf 1300 werd er een ringmuur om het kasteel heen gebouwd.

## Ligging
De burcht lag op een alleen vanuit het noordwesten toegankelijke leisteenrots, 150 m boven de rechteroever van de Sûre en 360 tot 380 m boven de zeespiegel. De ruïnes van deze bouwconstructie, die ongeveer 151 m lang en 53 m breed was, een oppervlakte had van 12000 m², en omgeven was met een sterke ringmuur met afgesloten tussenruimtes en elf torens, zijn tegenwoordig nog een bewijs voor de versterking van deze burcht. Het kasteel ligt op een strategisch punt in het noorden van Luxemburg.

## Geschiedenis
Het middelpunt van de burcht/bovenburcht ontstond rond het jaar 1000 als voltooiing van een reeds bestaande houten vesting. De archeologische opgravingen leveren sporen op die van Ottoonse, Karolingische, Merovingische en zelfs Romeinse afkomst waren. Het Kasteel van Bourscheid werd in 1095 eigendom van Bertram von Bourscheid. In het begin was de kleine plaats bij de slottoren gelegen, met het paleis en de iets dieper gelegen kapel evenals de vroegere voorburcht (tegenwoordig het dieper gelegen deel van de bovenburcht), met een ringmuur omgeven, die van ten minste vier torens voorzien was. Van deze romaans-gotische bouwconstructie bestaan enkel nog de slottoren en de ringmuur. Interessant voor dit gedeelte van de burcht zijn de talrijk aangebrachte bouwornamenten in visgraatmotief (opus spicatum).
Kort na 1350 werd met de bouw van de grote ringmuur begonnen. Deze was in 1384 voltooid, het jaar waarin ook het Stolzemburgse huis in de benedenburcht gebouwd werd (zie de gotische kelder), dat met de drie andere vazalhuizen het gebied van de vazallen (leenmannen) afgrensde, een deel van de tegenwoordige benedenburcht.
Omdat men nu door de ringmuur met zijn afgesloten tussenruimtes en acht torens het middelpunt van de burcht beter kon beschermen, werd in de bovenburcht het paleis met vier verdiepingen op zijn minst tien meter verhoogd. Bovendien werd daarbij een zogenoemd "bakhuis" gebouwd, waaronder men in de rotsen een ondergrondse kerker met twee verdiepingen uitgroef. De ingang van deze burcht, van twee torens voorzien, werd gevormd door het tegenwoordige huis van de conciërge.
Pas na 1477 werd de geschuttoren gebouwd, waarachter een gracht, die door vier torens beschermd was, de toegang naar de boven- en benedenburcht verhinderde. De voorplaats voor de buitenpoort was door palissades beveiligd. Daar stond een lindeboom waaronder recht werd gesproken.
Na 1512, het jaar waarin de laatste heer van de familie Bourscheid stierf, begon het verval van de burcht. In de bovenburcht ontstonden aan beide zijden van het paleis twee woningen, waarvan de ene reeds in 1626 opgegeven werd en de andere alleen nog maar tijdelijk bewoond was. Toch werd rond 1650 de kapel vergroot en kreeg twee altaren. Vanaf deze tijd ook woonde alleen de beheerder nog in het kasteel, in het Stolzemburgse huis, dat daarom in 1785 nog als woning opnieuw werd opgericht, terwijl in de bovenburcht het paleis en de kapel in ruïnetoestand verviel. De inval van de Franse revolutionaire troepen in 1794-1795 maakte een eind aan de feodale burchtentijd. In 1802 werd het archief naar Gemünden (Hunsrück/Duitsland) gebracht en in 1803 verliet de laatste beheerder de burcht.
Daarna bevond de burcht zich in privé-eigendom. De Luxemburgse staat, die in 1936 de burcht onder monumentenzorg gesteld had en ook enkele restauratiewerken liet uitvoeren, kocht in 1972 de ruïnes op. Sinds die tijd is het Stolzemburgse huis en het huis van de conciërge heropgericht; tegelijk met de restauratiewerken werden er archeologische onderzoeken uitgevoerd, om zo het bouwwerk toegankelijk te maken voor bezoekers. Door de verwerking van de archieven door de "Amis du Château de Bourscheid" is namelijk de kennis van de burcht en zijn bewoners aanzienlijk groter geworden.